# João Wilson Faustini
João Wilson Faustini (Bariri, 20 de novembro de 1931 - Irati, 26 de fevereiro de 2023) foi um pastor presbiteriano brasileiro, regente de coral, organista, cantor, compositor, tradutor, arranjador. Foi patrono da Sociedade Evangélica de Música Sacra (SOEMUS).

## Biografia
Neto de italianos, de família presbiteriana, João Wilson Faustini envolveu-se com a música desde criança e aos 13 anos já era o único organista da Igreja Presbiteriana Independente em Pirajuí, onde residiam. Depois que a família se transferiu para Presidente Altino, aos 16 anos ingressou no Instituto José Manuel da Conceição em Jandira e depois começou a reger o coral da IPI de Osasco, tudo sob mentoria da missionária Evelina Harper. Em 1950, participou da Caravana Evangélica Musical, grupo de onze rapazes que se apresentou em muitas cidades. Graças a seu talento e progresso, Evelina Harper lhe conseguiu uma bolsa de estudos nos Estados Unidos, para onde seguiu em 1951. Fez o curso de bacharel em música no Westminster Choir College em Princeton, com especialização em canto e órgão. Participou do coral da escola e deu recitais de canto. Foi premiado pela melhor composição de Natal para coro, Only a Manger Cold and Bare, mais tarde publicado em português com o título Ele nasceu num pobre lugar.
Regressando ao Brasil em 1955, lecionou no Instituto José Manuel da Conceição e dirigiu seu departamento de música. Casou-se com Queila Costa, na 1ª IPI de São Paulo. Sua esposa, também musicista, diplomada pelo Conservatório Musical de Araraquara, o auxiliou no Instituto, onde Faustini lecionou regência coral, dirigiu o coro e orientou a Caravana Evangélica Musical. Tiveram três filhos: Davi Marcos, Valter Gerson e Paulo Eduardo. Faustini foi ainda regente e organista da Primeira Igreja Presbiteriana Independente de São Paulo, também conhecida como Catedral Evangélica de São Paulo, de 1955 a 1964. Organizou seminários de música sacra para regentes e organistas das igrejas evangélicas. Fez diversas gravações com os corais do Instituto e da Catedral Evangélica, acompanhados de orquestra. Em 1959, organizou um Festival de Corais de mil cantores acompanhados da Orquestra Sinfônica de São Paulo e regeu um coral de mais de mil vozes em uma cruzada evangelística de Billy Graham. Também cursou Canto Orfeônico e Canto no Instituto Musical de São Paulo e na Escola Paulista de Música.
Seguindo para Nova York, fez o Mestrado, com especialização em composição, na Escola de Música do Union Theological Seminary (1964-1966). Tornou-se ministro de música e organista-regente da St. Paul’s Presbyterian Church (1964-1972), igreja de língua portuguesa e inglesa em Newark, para a qual compilou o hinário bilíngue Seja Louvado em 1972. Realizou estudos complementares no Seminário de Princeton (1967) e participou como tenor do grupo de ópera de Princeton (1967-1968). Lecionou na Avenel Junior High School, na Cedarcroft Middle School e na Northeastern Bible College, todas em Nova Jersey.
De volta ao Brasil em 1972, reassumiu suas funções na Catedral Evangélica de São Paulo. Foi ordenado em 13 de abril de 1975, pela Igreja Presbiteriana Independente, como o primeiro pastor de música sacra do país. Dirigiu o departamento de música da Faculdade de Teologia da IPI e lecionou nas Faculdades Alcântara Machado e Santa Marcelina. Novamente nos Estados Unidos, pastoreou por catorze anos a Igreja St. Paul’s (1982-1996). Foi jubilado no final de 1996 e recebeu o título de pastor emérito. Por dez anos, até 2006, serviu como organista e regente do coral da Segunda Igreja Presbiteriana de Elizabeth, e fundou a Millennium Presbyterian Church, para a comunidade de língua portuguesa. Sua esposa Queila faleceu em 1998.
A partir de 1988, passou a vir ao Brasil anualmente para dirigir seminários de música sacra para regentes, coristas e músicos, os quais criaram a Sociedade Evangélica de Música Sacra (SOEMUS), da qual se tornou patrono. A cada ano, lançava uma nova coleção de músicas sacras inéditas em português, compiladas por ele mesmo. Assinou muitas de suas traduções com o pseudônimo J. Costa. Como compositor em muitas coletâneas de hinos, produziu e difundiu, por meio da Publicação Coral Religiosa Evelina Harper, coletâneas de hinos e de músicas avulsas, com arranjos, adaptações, traduções, letras e composições próprias de músicas para todo o ano litúrgico. Muitos de seus hinos foram adicionados aos hinários de diversas igrejas brasileiras, como o Hinário para o Culto Cristão (batista) e Cantai Todos os Povos (presbiteriana independente). Publicou When Breaks the Dawn, com hinos de compositores brasileiros com letras traduzidas para o inglês. Compôs música para textos de Gracia Grindal, para o ano Litúrgico, em um livro intitulado Treassures of the Faith. Foi membro vitalício da Hymn Society of the United States and Canada. Publicou pela editora Wayne Leupold quatro volumes de uma coleção de composições brasileiras para órgãos de tubo intitulada Brazilian Organ Music.  Promoveu oficinas de canto coral e se apresentou como cantor, regente e organista em várias cidades norte-americanas.
Retornou ao Brasil em 2006, com sua segunda esposa, Rosey, e se estabeleceu em Irati (Paraná), onde viveu seus últimos anos. Foi maestro fundador do coral Gaudeamus in Domino, da Associação Coral Iratiense. Seu aniversário foi escolhido pela IPI como o Dia do Músico Evangélico e seu nome foi dado ao coro da Catedral Evangélica de São Paulo. Em 2016 recebeu o prêmio Colmeia de Ouro e foi o segundo ocupante da Cadeira 18 da Academia de Letras, Artes e Ciências do Centro-Sul do Paraná (ALACS).

## Títulos
Cidadão Honorário de Irati  Título de Cidadão Honorário de Irati ao maestro João Wilson Faustini pelos relevantes serviços na área cultural na cidade e seu trabalho para o desenvolvimento da música e do Canto Coral em Irati.
Fellows of the Hymn Society (FHS)  Título concedido ao membro da Sociedade do Hino dos Estados Unidos e Canadá pelos relevantes trabalhos realizados na área da hinologia.